# Ursicino di Brescia
Ursicino di Brescia, noto anche come Ursacio (... – IV secolo), è stato vescovo di Brescia nella prima metà del IV secolo.

## Biografia
Poco si conosce della vita di questo vescovo bresciano. Il suo nome compare nella lista dei vescovi bresciani contenuta nel discorso che il vescovo Ramperto tenne nell'838 in occasione della traslazione delle spoglie del suo predecessore san Filastrio dalla chiesa di Sant'Andrea alla cattedrale. In questa lista Ursicino compare al 5º posto, tra Apollonio e Faustino.
Storicamente, Ursicino è documentato in una sola occasione, per la sua partecipazione al concilio di Sardica del 343/344, dove la sua presenza è attestata da Ilario di Poitiers e Atanasio di Alessandria con il nome di Ursacius ab Italia de Brixia. È da identificare anche con l'omonimo vescovo, menzionato senza sede di appartenenza, che sottoscrisse la lettera dei vescovi presenti al concilio di Sardica ed indirizzata al clero della Mereote (Egitto) per incoraggiarli nella resistenza all'arianesimo.
Secondo alcuni autori, Ursicino sarebbe diventato vescovo nel 320 e morto nel 347; ma non esiste nessuna documentazione coeva a sostegno di queste ipotesi.

## Culto
È festeggiato il 1º dicembre, e a questa data è ricordato nel Martirologio Romano di Cesare Baronio. L'odierno Martirologio, riformato a norma dei decreti del concilio Vaticano II, omette il suo nome.